# جوزيف أميل
جوزيف أميل (بالإنجليزية: Joseph Amiel)‏ (3 يونيو 1937)؛ محامي وروائي أمريكي.